# Pseudagrion buenafei
Pseudagrion buenafei là một loài chuồn chuồn kim trong họ Coenagrionidae.
Pseudagrion buenafei được miêu tả khoa học năm 1996 bởi Müller.